# XML Schema (W3C)
англ. XML Schema (схема XML) — мова схем XML документів, опублікована в травні 2001 консорціумом W3C як «рекомендація» (англ. Recommendation).  Це була перша спеціалізована мова схем, що отримала статус «рекомендації» від консорціуму W3C.
Як і решта мов схем, XML Schema використовується для визначення певних правил «валідності» XML документів.  Разом із правилами валідності структури документа, стандарт XML Schema дозволяє визначати типи даних значень елементів та атрибутів у XML документах.
Екземпляр XML Schema називається визначенням XML схеми (англ. XML Schema Definition, скорочено XSD) і, зазвичай, має розширення в імені файлу «.xsd».  Саму мову інколи неформально називають англ. XSD (ікс-ес-ді).  Було зроблено припущення, що англ. WXS (скорочено від англ. W3C XML Schema) є кращим акронімом назви мови.  Однак, цей акронім не мав широкого застосування, і робоча група консорціуму його відкинула.  XSD є скороченням англ. XML Schema Datatypes, частини специфікації XML Schema що визначає типи даних.
Для роботи з великими специфікаціями XML Schema розроблено пакет JAXB, який автоматично створює класи Java на основі XML Schema і в зворотному напрямку - на основі класів Java генерує файл XML Schema.